# Oligoporus balsaminus
Oligoporus balsaminus är en svampart som tillhör divisionen basidiesvampar, och som först beskrevs av Tuomo Niemelä och Yu Cheng Dai, och fick sitt nu gällande namn av Tuomo Niemelä. Oligoporus balsaminus ingår i släktet Oligoporus, och familjen Polyporaceae. Arten är reproducerande i Sverige.